# NGC 4586
NGC 4586 (другие обозначения — UGC 7804, MCG 1-32-122, ZWG 42.187, VCC 1760, IRAS12359+0435, PGC 42241) — спиральная галактика (Sa) в созвездии Дева.
Этот объект входит в число перечисленных в оригинальной редакции «Нового общего каталога».
В галактике наблюдается градиент скорости вдоль большой и малой осей.